# Акутна моторна аксонална неуропатија
Акутна моторна аксонална неуропатија (АМАН) једна је од две варијанте ретког и чисто моторног аксоналног облика Гилен-Бареовог синдрома. Карактерише је акутна парализа и губитак рефлекса без сензорног губитка. Патолошки, постоји моторна аксонална дегенерација са антителом посредованим нападима моторних нерава и Ранвиерових сужења.

## Епидемиологија
Укупна годишња инциденција Гилен-Бареовог синдрома процењује се на између 1/91.000 и 1/55.000. Аксонални облици акутна моторна аксонална неуропатија (АМАН) и акутна сензорна аксонална неуропатија, (АМСАН)  чине само 3-5% случајева у западним земљама, али су много чешћи (30%-50% случајева ГБС) у Азији и Латинској Америци.
Акутна моторна аксонална неуропатија (АМАН) је чиста моторна варијанта ГБС која се најчешће виђа у Кини, Јапану и Мексику и чини скоро половину случајева. Док је у Европи и Северној Америци присутна у само 5–20% случајева (клинички вероватно близу 5%). У Кини се АМАН јавља у сезонским епидемијама, када погађа више деце  и снажно је повезан са инфекцијом грам-негативном бактеријом Campylobacter jejuni  из рода Campylobacter.

## Етиологија
У већини случајева, АМАН се јавља након инфекције грам-негативном бактеријом Campylobacter jejuni, посебно након инфекције сојевима C jejuni  који изазивају ентеритис. 
Иако тачан патолошки механизам није у потпуности схваћен, АМАН је повезан са присуством антиганглиозидних антитела (првенствено, анти-ГМ1/ГД1а) и може бити узрокован примарном дегенерацијом аксона посредованом антителом или инхибицијом напон-зависних натријумових канала изазваних антителом.
Иако је аксон периферног нерава примарни имунолошки циљ у овом поремећају, његов клинички ток и темпо опоравка су често веома слични акутној инфламаторној демијелинизирајућој полирадикулонеуропатији (АИДП) што сугерише да је већина повреда нерава узрокована паранодалном или веома дисталном повредом нерава посредованом антителима, која се брзо поправља.

## Клиничка слика
Акутна моторна аксонална неуропатија се клинички манифестује: 
- брзим почетком слабости мишића
- одсуством рефлекса.

Клинички ток код акутне моторне аксоналне неуропатијре настоји да буде тежи него код чешћег, демијелинизирајућег облика ГБС, акутне инфламаторне демијелинизирајуће полирадикулонеуропатије (АИДП), са повећаним бројем пацијената којима је потребна вештачка вентилација због респираторне слабости. Међутим, код акутне моторна аксоналне неуропатије нема сензорног дефицита а захваћеност кранијалних нерва је ретка.

## Дијагноза
Акутна моторна аксонална неуропатија клинички опонаша акутну инфламаторну демијелинизирајућу полирадикулонеуропатију (АИДП), али фулминантни моторички дефицити акутне моторне аксонална неуропатије нису повезани са сензорним дефицитима. Неурофизиолошке студије у акутној моторној аксоналној неуропатији показују нормалну брзину проводљивости периферних нерава , смањену амплитуду и дисперзију амплитуда сложеног моторног акционог потенцијала са нормалним сензорним одговорима и електромиографски м доказом о денервацији.
Патолошке студије потврђују дискретну укљученост периферних моторних аксона, уз очуваност дорзалних коренова кичменог нерава и сензорних аксона. 
Хистологија нерва показује инфламаторне мононуклеарне инфилтрате са фагоцитозом моторних аксона посредованом макрофагом. Ова упала је често повезана са развојем ИгГ антитела против ГМ1 и/илиГД1а ганглиосидес. 

## Терапија
Већина пацијената има потпуно нестајање симптома петодневном интравенском терапијом имуноглобулином (ИВ Иг). Пацијенти са АМАН-ом настављају да виде побољшања у покрету и функционалној способности до четири године након дијагнозе. 
Физиотерапијска процена и лечење могу помоћи у спречавању пада функционалног статуса и одржавању функционалне независности, снаге мишића, држања, равнотеже и кардио-респираторне кондиције.

## Прогноза
Иако клинички ток у почетку може бити тежак у акутној моторној аксоналној неуропатији опоравак може бити брз. Међутим, опоравак може бити и значајно продужен код пацијената са екстензивном дегенерацијом аксона.